# Філіпе Н'юсі
Філіпе Жасінти Н'юсі (порт. Filipe Jacinto Nyusi, нар. 9 лютого 1959, Муеда, Португальська Східна Африка) — мозамбіцький державний діяч, президент Мозамбіку з 15 січня 2015 року, міністр оборони країни з 2008 по 2014 рік.

## Біографія
Філіпе Н'юсі народився в лютому 1959 року в селянській родині в португальській колонії Мозамбік. Етнічна приналежність — Маконде. Його дитинство і юність припали на національно-визвольну війну проти португальських колонізаторів.
Його батьки були борцями за свободу Мозамбіку, а йому самому довелося з дитинства ховатися в сусідній Танзанії, де він і закінчив школу і потрапив у число молодих кадрів ФРЕЛІМО. Там же, в Танзанії, він в 1973 році почав вивчати військову справу.
Після отримання Мозамбіком незалежності в 1975 році необхідність у військовій спеціальності відпала, і він почав вчитися на інженера в Мапуту. Навчання продовжив у Чехословаччині (здобув ступінь інженера-механіка у Військовій академії ім. Антоніна Запотоцького (ВААЗ) у Брно, нині Університет оборони Чеської Республіки) і у Великій Британії (Манчестерський університет, закінчив аспірантуру).
У 2008 році був призначений міністром оборони Мозамбіку. Обіймав цю посаду до висунення його кандидатури партією ФРЕЛІМО на пост президента країни у 2014 році.
Був обраний президентом за підсумками виборів 2014 року.
Вступив на посаду президента 15 січня 2015 року.